# منطقة شرق (محافظة كفر الشيخ)
منطقة شرق، أحد تقسيمات محافظة كفر الشيخ، جمهورية مصر العربية. تضم المنطقة 3 مراكز إدارية. عاصمة المنطقة مدينة بلطيم.